# Boeing
Boeing (AFI: [/ˈboʊɪŋ/]) è un'industria aeronautica statunitense produttrice di velivoli sia per utilizzo civile che militare. Fondata a Seattle nel 1916, nel 1997 inglobò la sua principale concorrente, McDonnell Douglas e a livello produttivo è il secondo costruttore al mondo nel ramo dell'aviazione civile (venne superata dalla rivale Airbus nel 2019) nonché il secondo maggior appaltatore del governo degli Stati Uniti.
Dal 2023 ha sede a Crystal City, nella Contea di Arlington, in Virginia, ai confini di Washington.

## Storia

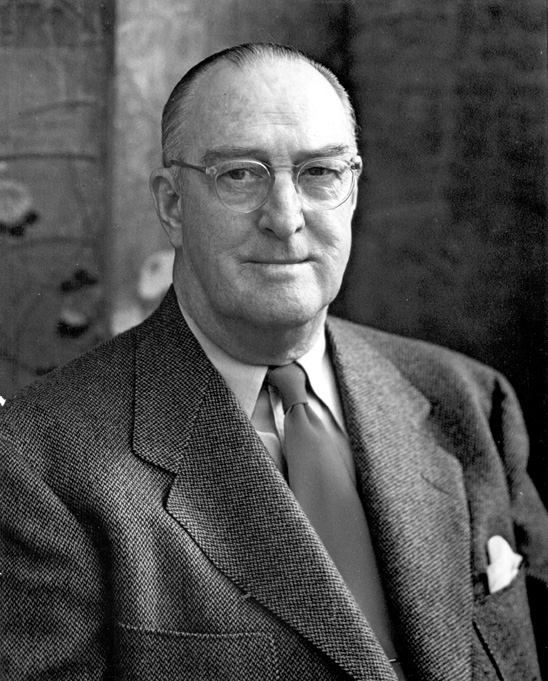
Il fondatore della ditta, William E. Boeing.

La Boeing venne fondata il 15 luglio 1916 da William Boeing e George Conrad Westervelt, un ingegnere della marina degli Stati Uniti. Prese il nome di B&W, dalle loro iniziali. Poco dopo il nome venne cambiato in Pacific Aero Products e, nel 1917, in Boeing Airplane Company.
Nel 1927 Boeing creò una compagnia aerea, la Boeing Air Transport (BAT). L'anno seguente BAT e Boeing Airplane Company si fusero dando vita ad un'unica azienda.
Nel 1934 fu proibito per legge di essere sia costruttore, sia linea aerea, così la compagnia venne smembrata in tre più piccole aziende: Boeing Airplane Company, United Airlines e United Aircraft and Transport Corporation, precursore di United Technologies.
Poco dopo, grazie ad un accordo con la Pan American World Airways, venne progettato e costruito un idrovolante civile transoceanico, il Clipper, che volò per la prima volta nel 1938. Divenne il più grosso aereo civile dell'epoca, in grado di trasportare 90 passeggeri nei voli diurni e 40 in quelli notturni. L'anno successivo, venne inaugurato il primo servizio regolare di linea tra Stati Uniti e Regno Unito. Da quel momento, la Pan American volò con il Clipper in tutto il mondo.
Nel 1938, la Boeing completò lo Stratoliner, primo aereo con cabina pressurizzata e in grado di raggiungere 20 000 piedi (6 100 m), cioè oltre molti disturbi meteo.

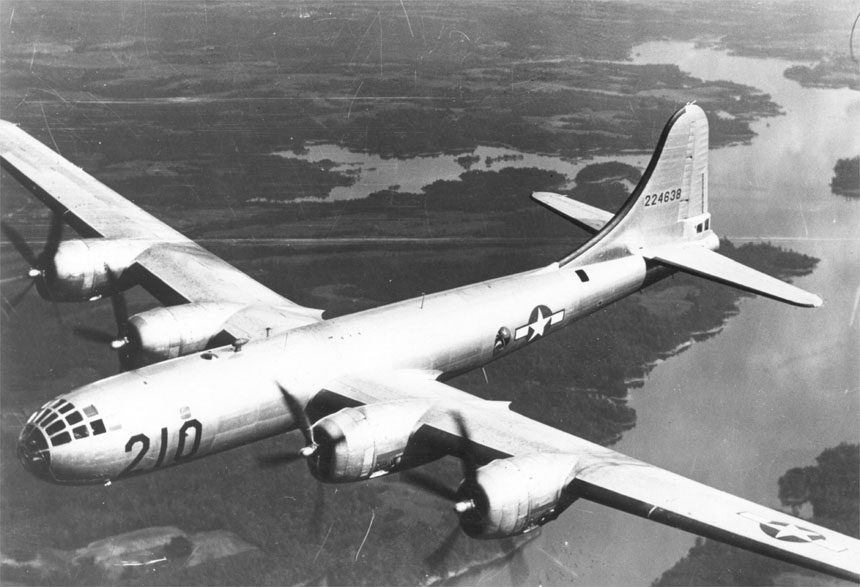
Il B-29 Superfortress

Durante la seconda guerra mondiale, la Boeing costruì un gran numero di bombardieri, tra cui il B-17 Flying Fortress e il B-29 Superfortress. Molti dipendenti erano donne i cui mariti erano in guerra. Nel marzo 1944, la produzione toccò il picco di 340 aerei al mese. Per prevenire attacchi aerei, gli stabilimenti vennero ricoperti di fogliame per essere il meno visibili possibile.
Dopo la guerra gli ordini di aerei militari crollarono e 70.000 persone persero il lavoro. La compagnia puntò ad una veloce riconversione, grazie alla vendita del Boeing 377 Stratocruiser, un lussuoso aereo di linea quadrimotore sviluppato da un progetto militare (il B-29).
Durante gli anni cinquanta la tecnologia segnò passi da gigante che permisero la costruzione di prodotti totalmente diversi dai precedenti. Un esempio sono i missili guidati a corto raggio. Nel momento in cui la guerra fredda stava per nascere, la Boeing, partendo dai missili a corto raggio, sviluppò anche missili intercontinentali.

### Anni cinquanta

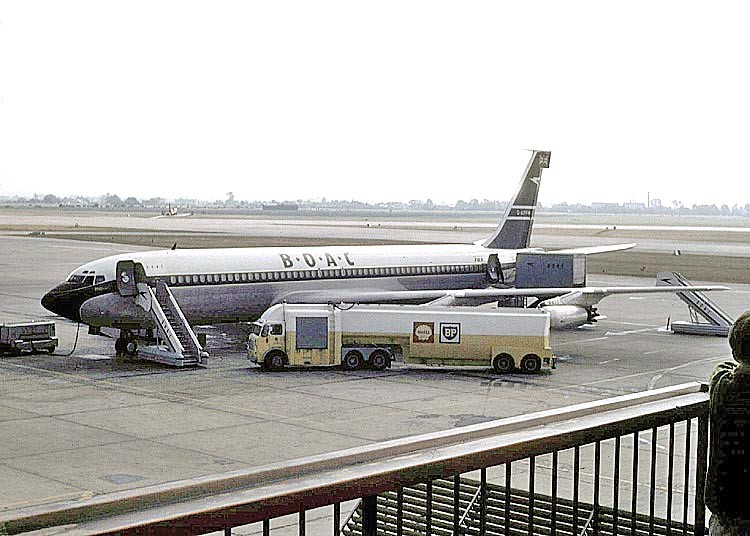
Il 707

Il 22 aprile 1952, iniziò lo sviluppo del 707, il primo jet di linea statunitense, che effettuò il suo primo volo il 15 luglio del 1954, e fu consegnato per la prima volta alla Pan American il 15 agosto 1958 inaugurando i voli di linea sulla rotta New York-Parigi; costruito in risposta al britannico de Havilland DH.106 Comet e al francese Sud Aviation Caravelle (i primi in assoluto). Grazie al 707 (quadrimotore da 133-219 passeggeri) gli Stati Uniti diventarono leader mondiali nel settore dei jet commerciali. Qualche anno dopo, uscì la seconda versione del progetto, il 720. Successivamente, la Boeing produsse il 727, che effettuò il suo primo volo 9 febbraio 1963, ed era di grandezza simile ai precedenti, ma con tre motori e progettato per rotte di medio raggio. Il 727 fu immediatamente un successo grazie alla comodità e affidabilità. La produzione continuò addirittura fino al 18 settembre 1984, quando l'ultimo dei 1.832 Boeing 727 decollò da Renton e all'inizio del millennio quasi 1.300 esemplari erano in servizio in tutto il mondo.

### Anni sessanta

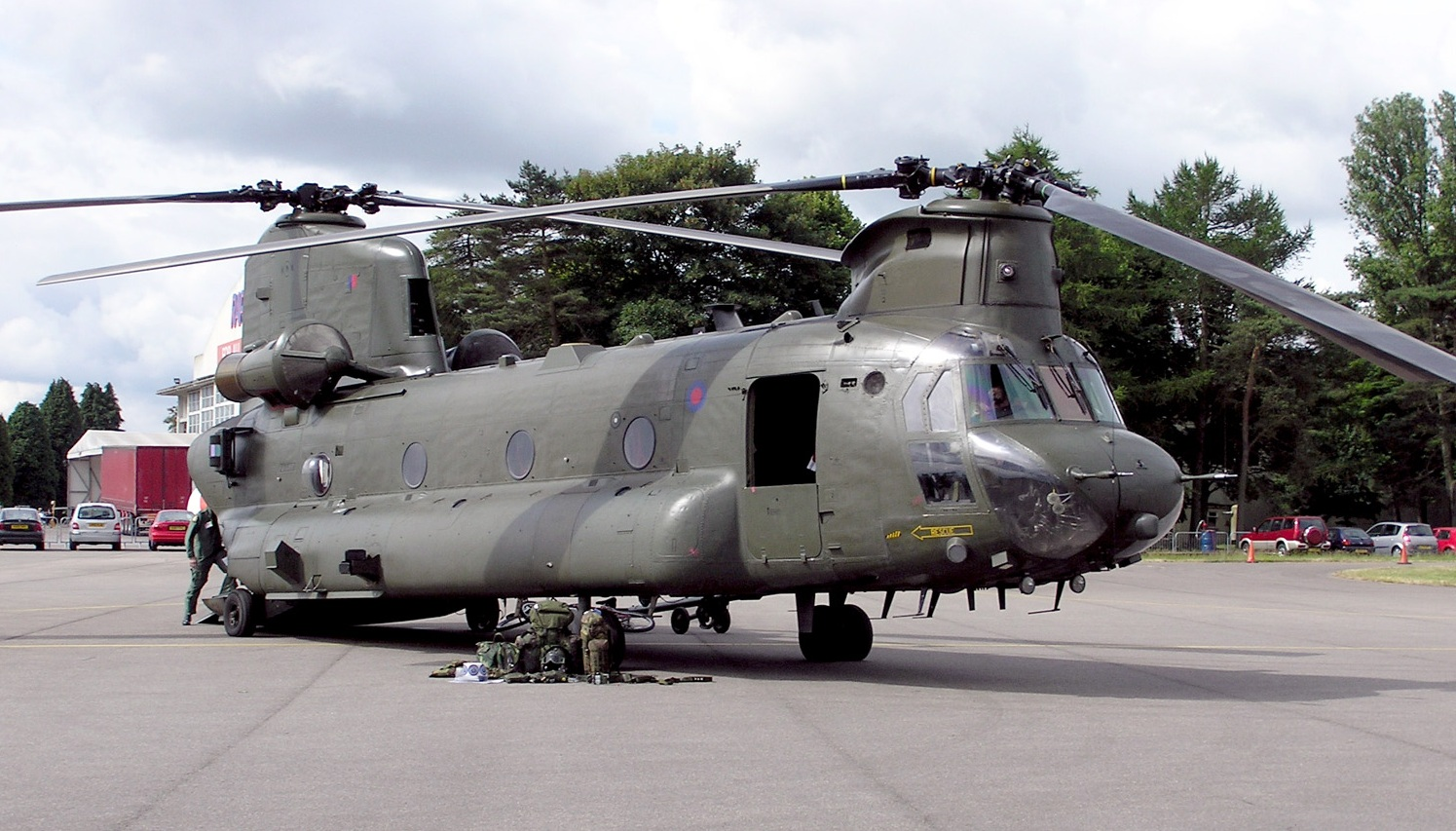
Un CH-47 Chinook

Nel 1960 la Boeing acquisì la Piasecki Helicopter Corporation, che divenne Boeing Vertol. Il CH-47 Chinook (elicottero a doppio rotore prodotto dalla Vertol) volò per la prima volta nel 1961. Questo elicottero pesante viene utilizzato ancora oggi. Nel 1964, la Vertol iniziò la produzione del CH-46 Sea Knight.
Nel 1967, la Boeing introdusse sul mercato un altro aereo di linea da corto e medio raggio, il bimotore B737. Questo diventò il più venduto aereo di linea nella storia dell'aviazione. Il Boeing 737 è tuttora in produzione, grazie ai molti miglioramenti ricevuti. Sono state sviluppate molte versioni, soprattutto per migliorare la capienza e l'autonomia.
Il roll-out (prima uscita) del 747-100 si ebbe nel 1966, nei nuovi imponenti stabilimenti di Everett. L'aereo fece il suo primo volo il 9 febbraio 1969 e il primo servizio commerciale il 21 gennaio 1970 con la Pan Am, sulla rotta New York-Londra

### Anni settanta

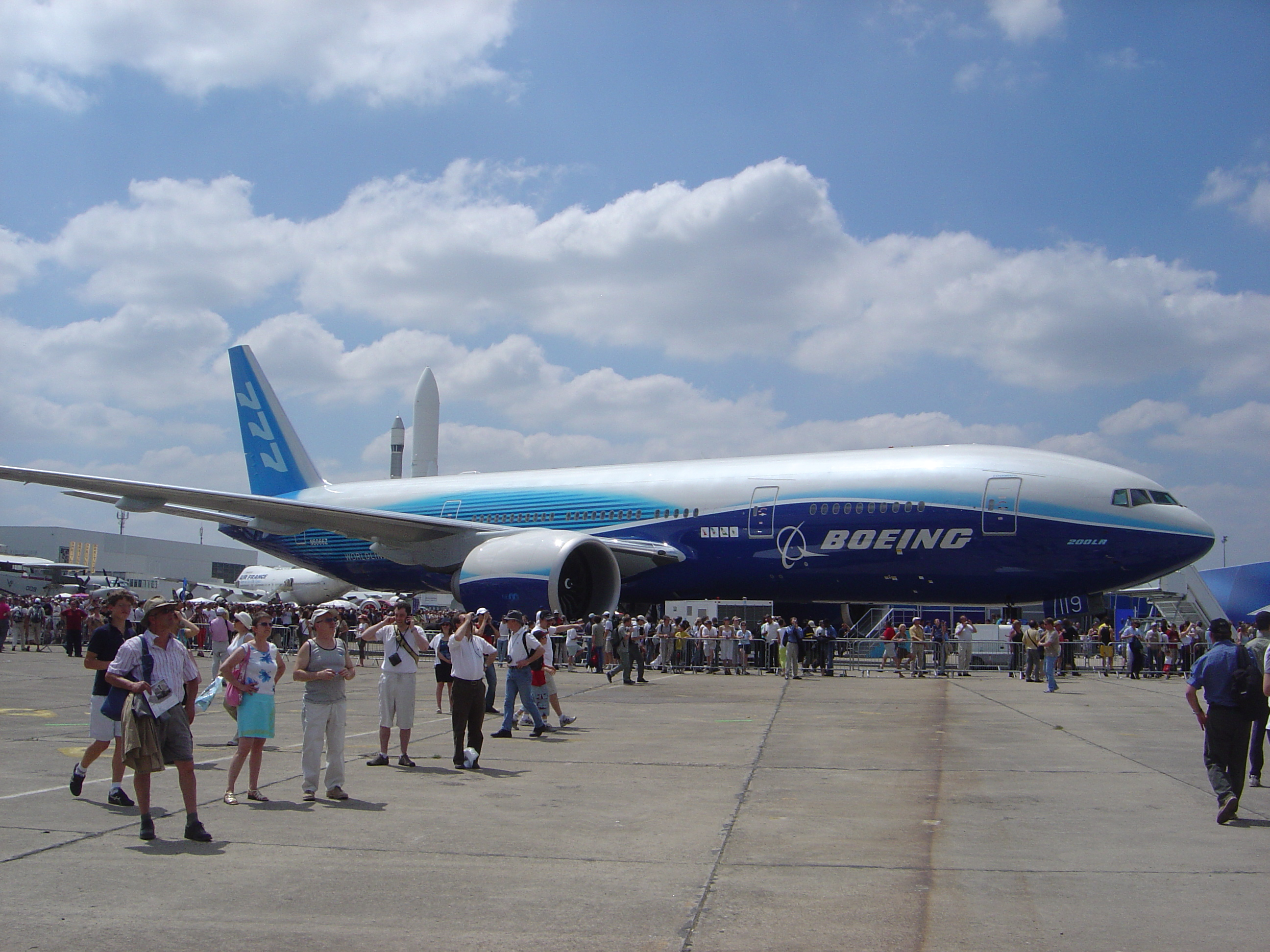
Un 777 con la livrea della Boeing

All'inizio degli anni settanta la Boeing attraversò una crisi. Il programma Apollo, al quale la Boeing partecipò significativamente durante il decennio precedente, venne quasi completamente cancellato (le missioni Apollo 18, 19 e 20 furono annullate). La Boeing sperò di compensare le perdite con il settore civile. A quel tempo, però, ci fu una grossa recessione del settore delle linee aeree, così la compagnia non ricevette ordini per anni. La scommessa della Boeing per il futuro, il nuovo B747 Jumbo Jet, venne ritardato nella produzione e diede origine a costi molto più alti di quelli previsti.

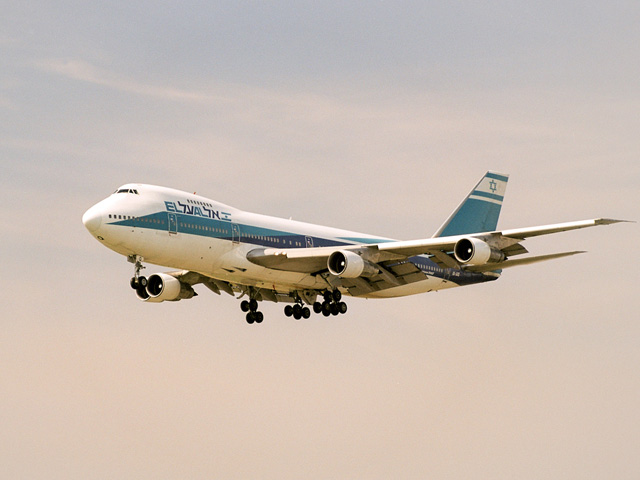
Un 747-200

Un altro problema fu che, nel 1971, il Congresso degli Stati Uniti decise di bloccare i finanziamenti a favore dello sviluppo dell'aereo supersonico 2707 (che avrebbe dovuto essere la risposta americana al Concorde anglo-francese), costringendo l'azienda ad abbandonare il progetto. La compagnia ridusse il numero di dipendenti da oltre 80.000 a quasi la metà solo nell'area di Seattle.
Nel 1970 il primo B747, un quadrimotore jet a lungo raggio, finalmente entrò in servizio attivo. Questo famoso aereo cambiò completamente il modo di volare, con la sua capacità di 450 passeggeri e con il ponte superiore. Fino al 2001, la Boeing è stata l'unica azienda a offrire un aereo simile e ha consegnato circa 1.400 unità (in seguito Airbus ha introdotto sul mercato l'A380, interamente a doppio ponte, che diventerà il più grande aereo di linea di sempre). Il B747 ha subito continui miglioramenti e aggiornamenti. Delle versioni più capienti sono state sviluppate grazie ad un allungamento del ponte superiore.

### Anni ottanta

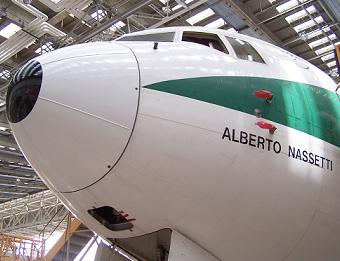
Il muso di un Boeing 767 intitolato al pilota Alitalia Alberto Nassetti

Nel 1983, la situazione economica iniziò a migliorare. Boeing assemblò il suo millesimo B737. Durante gli anni seguenti, gli aerei commerciali e le loro versioni militari divennero gli apparecchi fondamentali delle compagnie aeree e delle aeronautiche nazionali. Insieme alla crescita del traffico aereo passeggeri, si fece più competitiva la concorrenza, specialmente quella europea, grazie alla costituzione di Airbus. La Boeing aveva bisogno di offrire nuovi aeromobili, così sviluppò il B757 (a un corridoio) e il più grande B767 (a due corridoi). Inoltre aggiornò il B737.
Un importante progetto di quegli anni fu lo Space Shuttle, al quale la Boeing contribuì con la propria esperienza nei razzi spaziali ottenuta grazie alla partecipazione del programma Apollo. Boeing partecipò anche ad altri progetti nel settore spaziale, fu infatti il maggior contraente nella costruzione della Stazione Spaziale Internazionale. Nello stesso periodo, entrarono in produzione anche molti progetti militari, come l'elicottero RAH-66 Comanche, il sistema di difesa aerea Avenger e una nuova generazione di missili a corto raggio. La Boeing fu anche molto attiva nell'aggiornamento di attrezzature militari esistenti e nella progettazione di quelle nuove.

### Anni novanta

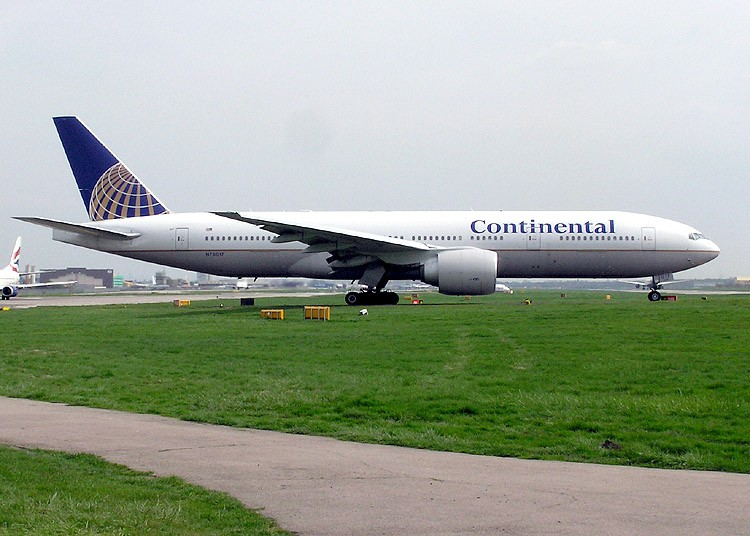
Il bimotore B777

Nel 1994, la Boeing introdusse nel mercato il più moderno dei propri jet di linea, il bimotore B777, che con una capacità di 350-440 passeggeri si posizionava tra il B767 e il B747. Come bimotore a più lungo raggio del mondo, il B777 è certificato per servire rotte sopra oceani e zone deserte (ETOPS). Le vendite furono un successo. Questo aereo, conosciuto anche come "triple seven", divenne una pietra miliare dell'aviazione civile, essendo il primo aereo di linea ad essere progettato interamente al computer (utilizzando tecnologie CAD). Anche a metà degli anni novanta, la compagnia sviluppò una nuova versione del B737, nota come "Next-Generation 737" (che incluse i 737-600, 737-700, 737-800 e i 737-900).
Nel 1996 la Boeing venne fusa con la Rockwell International, che divenne una sussidiaria con il nome Boeing North American. L'anno seguente venne acquisita anche la McDonnell Douglas e di conseguenza il modello McDonnell Douglas MD-95 venne rinominato in Boeing 717 e la produzione di MD-11 venne terminata.

### Anni 2000
Negli anni recenti Boeing ha visto accrescersi la competitività di Airbus, in grado di offrire aeromobili dotati della più recente tecnologia fly-by-wire. Dagli anni settanta Airbus ha incrementato la propria famiglia di aerei, al punto che ora è in grado di coprire le stesse offerte della Boeing. Airbus è ora competitiva in mercati in cui Boeing in passato deteneva il monopolio, ad esempio grazie al A320, che è stato scelto da diversi vettori low-cost (l'aereo utilizzato da queste compagnie è sempre stato tradizionalmente il 737) e grazie al A380, che dal suo lancio ha avuto più ordini del 747. Il 747 ha anche subito le vendite dell'altro modello a lungo raggio Boeing, il 777-300.
Boeing ha iniziato a lavorare al 777X, prevedendo le prime consegne dapprima nel 2021 poi nel 2025, e si presume inoltre che stia lavorando al 797, di cui però non si sa ancora nulla.
Nel 2004, la Boeing ha cancellato la produzione del modello 757 dopo averne consegnati oltre un migliaio, l'ultimo dei quali alla Shanghai Airlines, in Cina. È stata anche cancellata la produzione del 717 a causa delle scarse richieste e probabilmente il 767 cesserà di essere prodotto tra poco. Tuttavia, se la Boeing riuscirà a vincere gli appalti per le nuove aerocisterne dell'USAF, il programma 767 potrebbe essere salvato. La Boeing sta progettando il Boeing 747 Intercontinental, che dovrà competere con l'Airbus A380. Il nuovo aereo è stato annunciato nel novembre del 2005 al Salone internazionale dell'aeronautica e dello spazio di Parigi-Le Bourget.

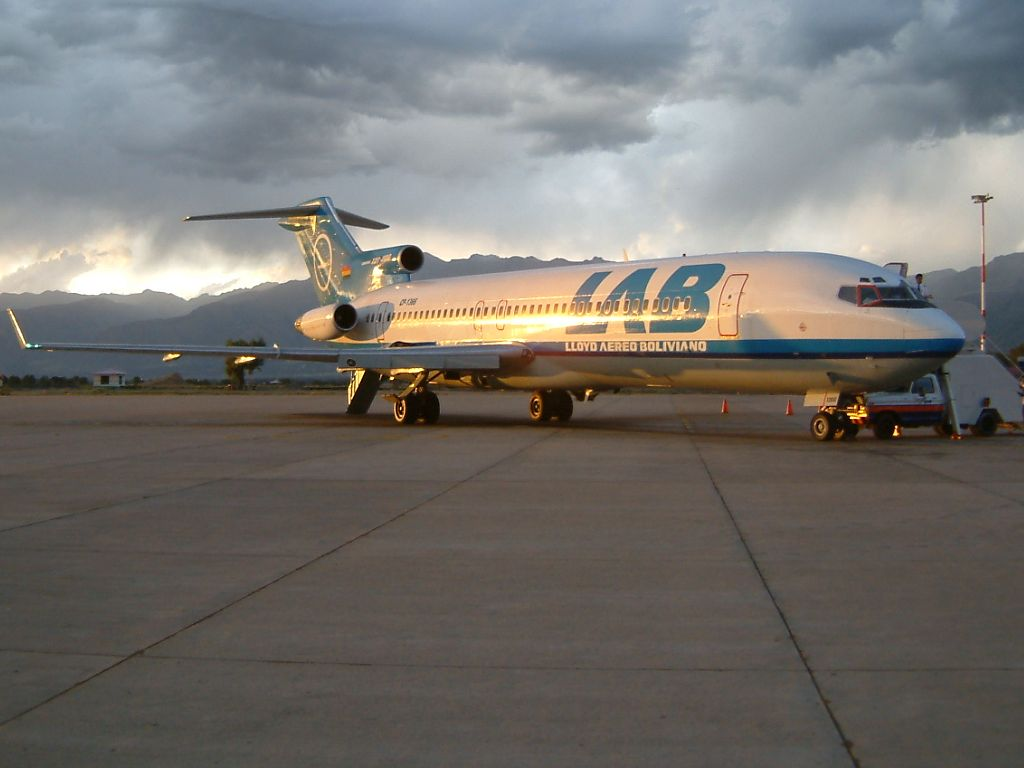
Boeing 727

### Anni 2010
Nel 2015, Boeing ha mostrato il proprio interesse nel mercato dei droni brevettando un drone ibrido che può sia volare che immergersi nell'acqua. Sempre nello stesso anno Boeing ha brevettato il "Compact Laser Weapons System”, un potente cannone anti-drone che attraverso l'utilizzo di un laser fa aumentare la temperatura del velivolo portando al suo abbattimento. Nel 2021 la Boeing ha dovuto affrontare un contenzioso con il governo degli Stati Uniti a causa di due incidenti avvenuti con il nuovo aereo 737 MAX, causando la morte di più di 340 persone, 189 vittime sul Lion Air 610 (29 ottobre 2018) e 157 vittime sul Ethiopian Airlines 302 (10 marzo 2019). Il documentario Downfall - Il caso Boeing, prodotto da Netflix, racconta gli eventi evidenziando le negligenze commesse da Boeing.

### Anni 2020

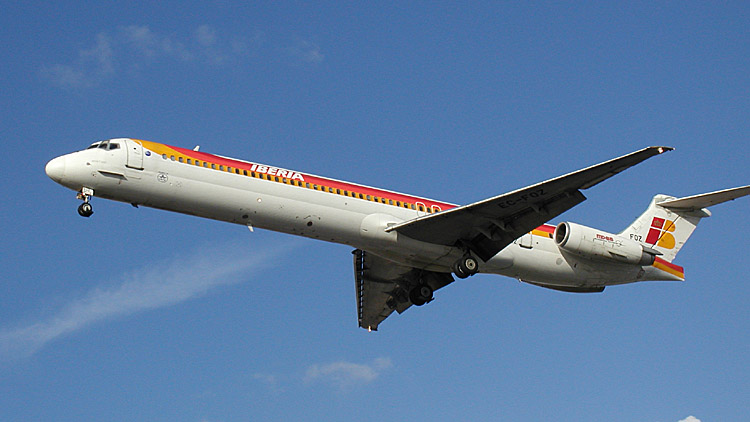
McDonnell Douglas MD-88

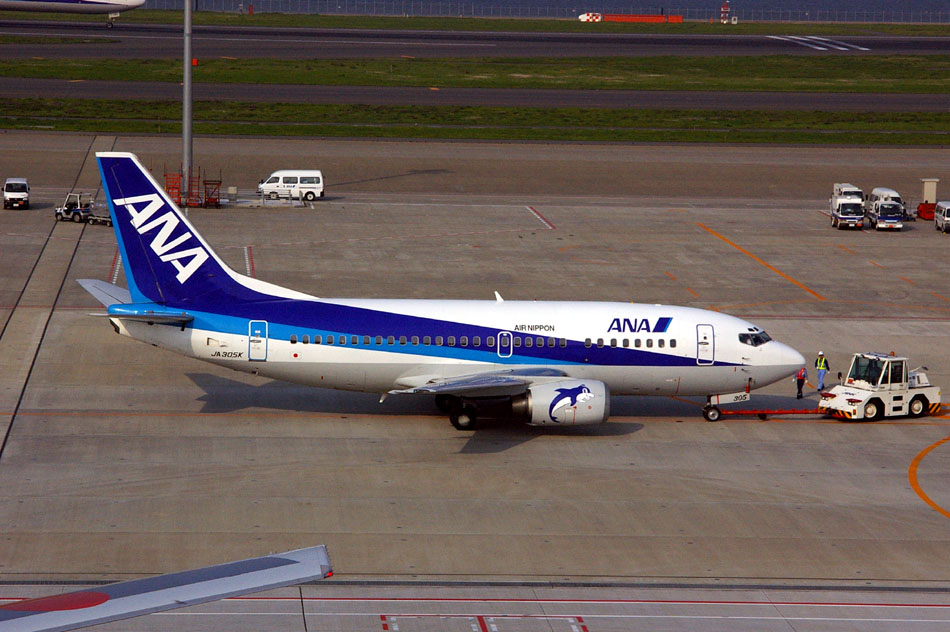
Boeing 737-500

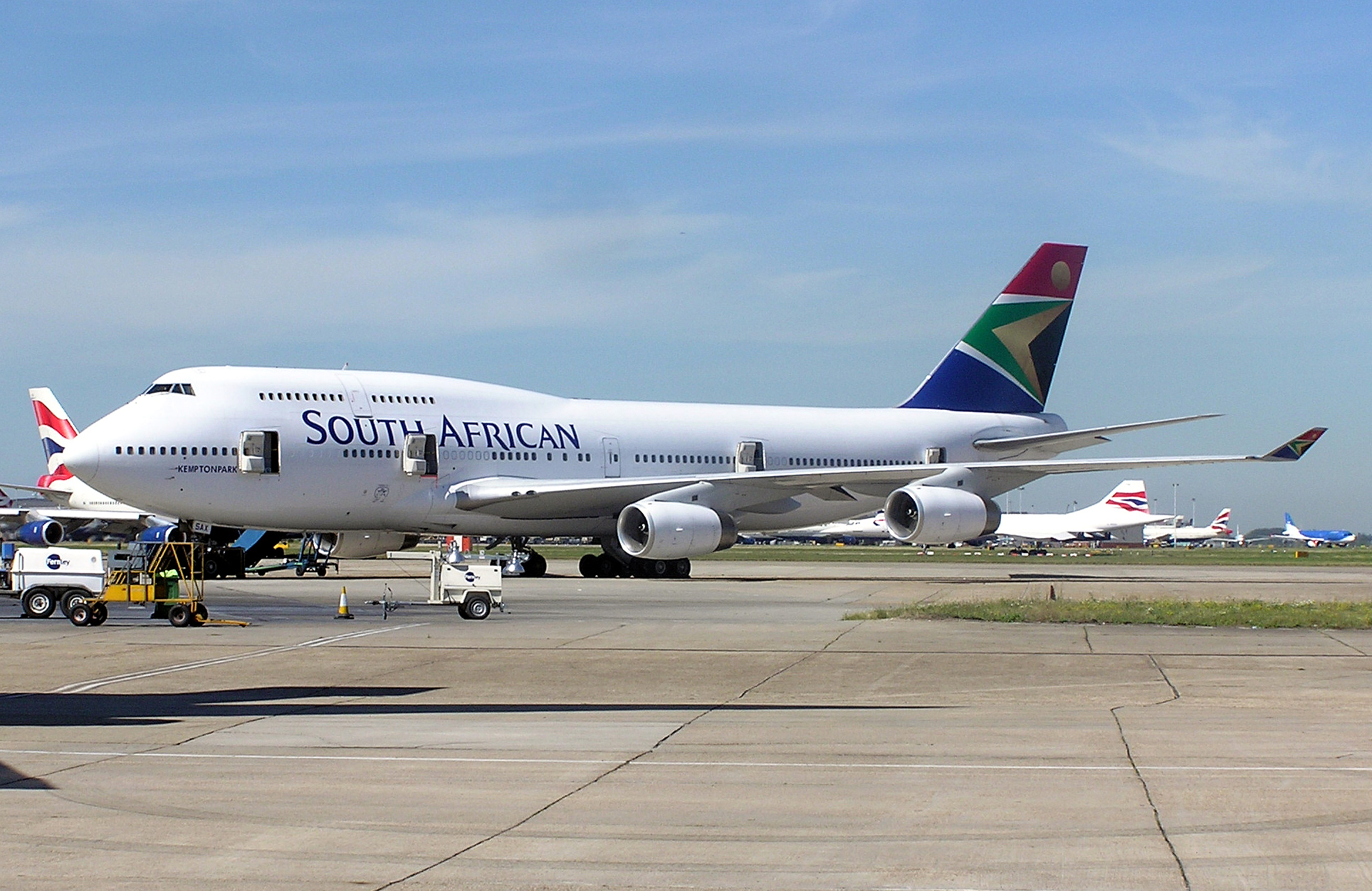
Boeing 747-400, fino al 2007 l'aereo passeggeri in servizio più grande del mondo

Nel 2023, Boeing e la NASA hanno presentato il progetto Sustainable Flight Demonstrator, che consiste nel costruire e testare un aereo a corridoio singolo, entro la fine del decennio (nel 2028), che riduca le emissioni stando a un comunicato dell’agenzia spaziale statunitense.

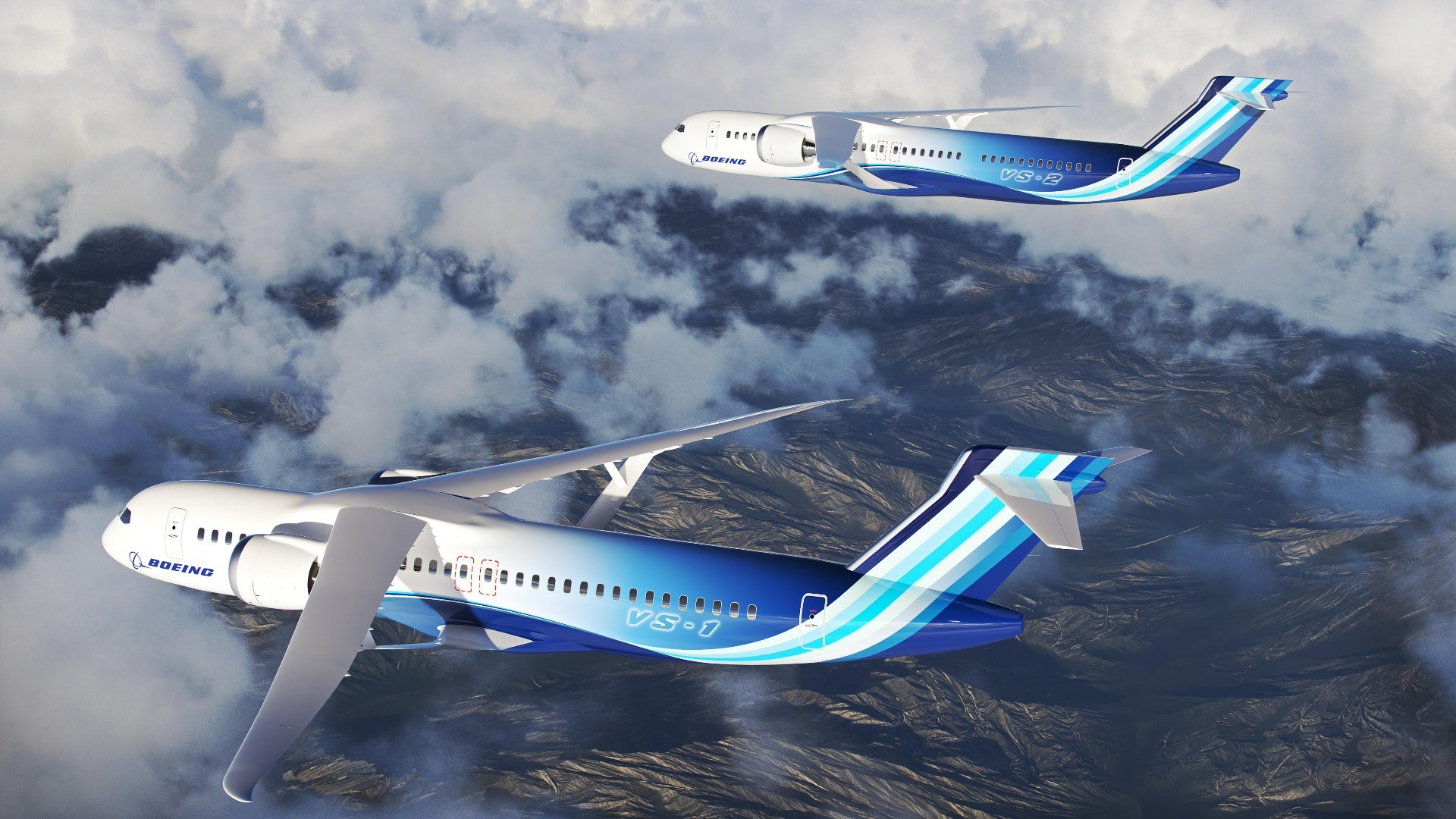
Il prototipo del velivolo del futuro, che garantirebbe maggior risparmio di carburante

## Assetto societario
Le tre divisioni principali sono:
- Boeing Commercial Airplanes (BCA), che si occupa del settore civile e che nel 1997 ha assorbito la McDonnell Douglas
- Boeing Defense, Space & Security (BDS), che si occupa del settore militare e spaziale
- Boeing Capital Corporation, che si occupa di soluzioni finanziarie e di leasing per aerei commerciali, prodotti militari (armi) e spaziali

### Principali azionisti
| The Vanguard Group                                   | 7,949 % |
| Newport Trust Co.                                    | 5,310 % |
| Black Rock Advisors                                  | 5,189 % |
| State Street Corporation                             | 4,360 % |
| Fidelity Management & Research Co. LLC               | 3,377 % |
| Capital Research & Management (World Investors)      | 2,541 % |
| Capital Research & Management Co. (Global Investors) | 2,070 % |
| Geode Capital Management LLC                         | 1,750 % |
| Loomis, Sayles & Co. LP                              | 1,730 % |
| Merrill Lynch International                          | 1,716 % |

## Modelli
| Aeromobile | Descrizione                                      | Posti (min-max) | Data di lancio | Primo volo | Prima consegna |
| ---------- | ------------------------------------------------ | --------------- | -------------- | ---------- | -------------- |
| 707        | 4 motori, corridoio unico (narrow-body)          | 141-189         | 1952           | 1954       | 1958           |
| 717        | 2 motori, in coda, corridoio unico (narrow-body) | 106-125         | 1995           | 1998       | 1999           |
| 727        | 3 motori, in coda, corridoio unico (narrow-body) | 148-189         | 1960           | 1963       | 1964           |
| 737        | 2 motori, corridoio unico (narrow-body)          | 110-215         | 1964           | 1967       | 1968           |
| 747        | 4 motori, corsie gemelle (wide-body)             | 416-650         | 1966           | 1969       | 1970           |
| 757        | 2 motori, corridoio unico (narrow-body)          | 200-280         | 1978           | 1982       | 1982           |
| 767        | 2 motori, corsie gemelle (wide-body)             | 181-375         | 1978           | 1980       | 1981           |
| 777        | 2 motori, corsie gemelle (wide-body)             | 301-550         | 1986           | 1994       | 1995           |
| 787        | 2 motori, corsie gemelle (wide-body)             | 210-330         | 2003           | 2009       | 2011           |

### Boeing fuori produzione
- 247
- 307 Stratoliner (versione civile del militare B-17)
- 314 Clipper
- 377 Stratocruiser (versione civile del militare B-29)
- 707 (anche venduto come 720)
- 717
- 727
- 757
- 747

### Douglas e McDonnell Douglas fuori produzione
- DC-1
- DC-2
- DC-3
- DC-4
- DC-5
- DC-6
- DC-7
- DC-8
- DC-9
- DC-10 (anche disponibile come MD-10)
- MD-11 (una variante del DC-10)
- Serie MD-80 (versione allungata del Douglas DC-9)
- MD-90 (versione aggiornata del MD-80)

### Progetti abbandonati
- 2707 (aereo supersonico, cancellato)
- 367-80
- 7J7
- 747-300 Trijet (versione trimotore del Boeing 747-200, cancellato)
- Sonic Cruiser (aereo transonico, cancellato)
- NLA (aereo a due piani, cancellato)
- MD-12 (aereo a due piani, cancellato)
- MD-94X

### In produzione
- Boeing 737 Next Generation
- 737 MAX
- 767
- 777
- 787 (precedentemente conosciuto come 7E7)
- Boeing Business Jet (in una joint venture con General Electric)

### Progetti in corso
- Boeing 777X
- Boeing 797
- Boeing 757 Max

## Ordinativi e prezzi
| Modello                                  | B707  | B717 | B727   | B737   | B747   | B757  | B767   | B777   | B787  | TOTALE |
| ---------------------------------------- | ----- | ---- | ------ | ------ | ------ | ----- | ------ | ------ | ----- | ------ |
| Ordinazioni                              | 1.010 | 155  | 1.831  | 14.545 | 1.568  | 1.049 | 1.208  | 1.965  | 1.294 | 23.887 |
| Consegne                                 | 1.010 | 155  | 1.831  | 9.930  | 1.543  | 1.049 | 1.109  | 1.538  | 655   | 18.241 |
| In servizio                              | (~63) | ~142 | (~432) | ~9.500 | ~1.237 | ~950  | ~1.000 | ~1.350 | ~500  |        |
| Situazione febbraio 2018 (fonti: Boeing) |       |      |        |        |        |       |        |        |       |        |

| Prezzo                                        | 89.1 | 106.1 | 112.6 | 99.7 | 121.6 | 128.9 | 124.8 | 134.9 |
| Aggiornato al prezzo del 2022 (fonti: Boeing) |      |       |       |      |       |       |       |       |

| Modello                                                   | B747-8 | B747-8F | B767-300ER | B767-300F | B777-200ER | B777-200LR | B777-300ER | B777F | B777-800 | B777-900 | B787-8 | B787-9 | B787-10 |
| --------------------------------------------------------- | ------ | ------- | ---------- | --------- | ---------- | ---------- | ---------- | ----- | -------- | -------- | ------ | ------ | ------- |
| Prezzo                                                    | 418.4  | 419.2   | 217.9      | 220.3     | 306.6      | 346.9      | 375.5      | 352.3 | 410.2    | 442.2    | 248.3  | 292.5  | 338.4   |
| Aggiornato al prezzo del 2022 (fonti: Boeing: Commercial) |        |         |            |           |            |            |            |       |          |          |        |        |         |